# 黄斯沉
黄斯沉（1987年—）是一位中国企业家，特许金融分析师。

## 生平
1987年出生于北京，祖籍甘肃兰州。2000年毕业于北京景山学校，之后赴英留学，2006年又赴美留学，2010年获得南加州大学会计学和金融学双学位。回国后进入中坤集团担任助理，两年后进入中银国际国际部。2015年3月成立Beetle P.E Investment并担任董事长。2015年8月被宾夕法尼亚大学沃顿商学院工商管理硕士录取，2016年因记挂事业休学回国。

## 家庭
父亲是中坤集团董事长黄怒波。